# Guldkronad parakit
Guldkronad parakit (Aratinga auricapillus) är en fågel i familjen västpapegojor inom ordningen papegojfåglar.

## Utseende och läte
Guldkronad parakit är en 30 cm lång grön papegojfågel. På huvudet är den röd på pannans främre del, tygel och runt ögonen övergående i orange och sedan gult längre bak på hjässan. En matt orangeröd fläck syns på buken, med inslag av gula fläckar. Vingundertäckarna är rödaktiga, medan handpennorna är blåaktiga med en grön fläck. Stjärten är matt blåaktig med grönt längst in och rött på de centrala stjärtpennorna. Fjädrarna på nedre delen av ryggen är rödaktigt kantade. Näbben är svartaktig. Underarten aurifrons (se nedan) är jämfört med nominatformen grönare med mer utbrett rött på huvudet, mindre röd bukfläck och inget rött på manteln. Lätet beskrivs som ett mycket kraftigt "kee-keet".

## Utbredning och systematik
Guldkronad parakit delas in i två underarter med följande utbredning:
- Aratinga auricapillus auricapillus – förekommer i östra centrala Brasilien (norra och centrala Bahia)
- Aratinga auricapillus aurifrons – förekommer i sydöstra Brasilien (södra Bahia till södra Paraná)

## Status och hot
Arten har ett stort utbredningsområde, men tros minska i antal, dock inte tillräckligt kraftigt för att den ska betraktas som hotad. Internationella naturvårdsunionen IUCN listar arten som livskraftig (LC).